# Гран-Комбен-де-Графенер
Гран-Комбен-де-Графенер (фр. Grand Combin de Grafeneire) — вершина высотой 4314 метров над уровнем моря в массиве Гран-Комбен в Пеннинских Альпах в Швейцарии. Первое восхождение на вершину Гран-Комбен-де-Графенер совершили Шарль Сент-Клер Девиль, Даниэль, Эммануэль и Гаспард Баллей и Базиле Дорса 30 июля 1859 года. В 1994 году UIAA включил Гран-Комбен-де-Графенер в основной список официального перечня альпийских четырёхтысячников.

## Физико-географическая характеристика
Вершина Гран-Комбен-де-Графенер расположена целиком на территории Швейцарии в кантоне Вале. Гран-Комбен-де-Графенер является высочайшей точкой массива Гран-Комбен в Пеннинских Альпах, её высота составляет 4314 метров над уровнем моря. Родительской вершиной по отношению к Гран-Комбен-де-Графенер является Маттерхорн. Вершиной седловины для Гран-Комбен-де-Графенер является перевал Коль-дю-Фенетр высотой 2797 метров. Таким образом, относительная высота вершины Гран-Комбен-де-Графенер составляет 1517 метров. В 1994 году вершина Гран-Комбен-де-Графенер была включена UIAA в основной список официального перечня четырёхтысячников Альп, в котором она находится на 20 позиции по абсолютной высоте.

## История восхождений
Первые несколько экспедиций на Гран-Комбен не смогли достичь вершины. 20 июля 1857 года трое местных гидов, Жуванс Брюше, Бенжамен Феллe и Морис Феллe смогли дойти до вершины второстепенной вершины Эгюий-дю-Круассан. Эта вершина одно время считалась высочайшей точкой массива, однако по факту она ниже Гран-Комбен-де-Графенера. Первое восхождение на высочайшую точку массива Гран-Комбен-де-Графенер было совершено 30 июля 1859 года. На вершину по её северной стороне поднялись французский геолог и метеоролог Шарль Сент-Клер Девиль, Даниэль, Эммануэль и Гаспард Баллей, а также Базиле Дорса.
23 марта 1916 года М. Шуденс и его гид Морис Крете совершили первое восхождение на Гран-Комбен-де-Графенер на лыжах.

## Маршруты восхождений
Маршрут первовосхожителей, также известный как Коридор, в настоящее время не пользуется популярностью из-за большой опасности, создаваемой нестабильными сераками. После серии несчастных случаев на маршруте Коридор, классическим стал маршрут по северо-западной стороне вершины. Маршрут не считается технически сложным (категория сложности AD- по классификации IFAS), однако является сложным физически (набор высоты при восхождении составляет около 1700 метров).
В последние годы большую популярность завоевал маршрут по западной стороне массива по гребню Мейтин. Маршрут начинается из приюта Вальсоре и имеет категорию сложности AD-.